# Seaside (Floride)
Pour les articles homonymes, voir Seaside.

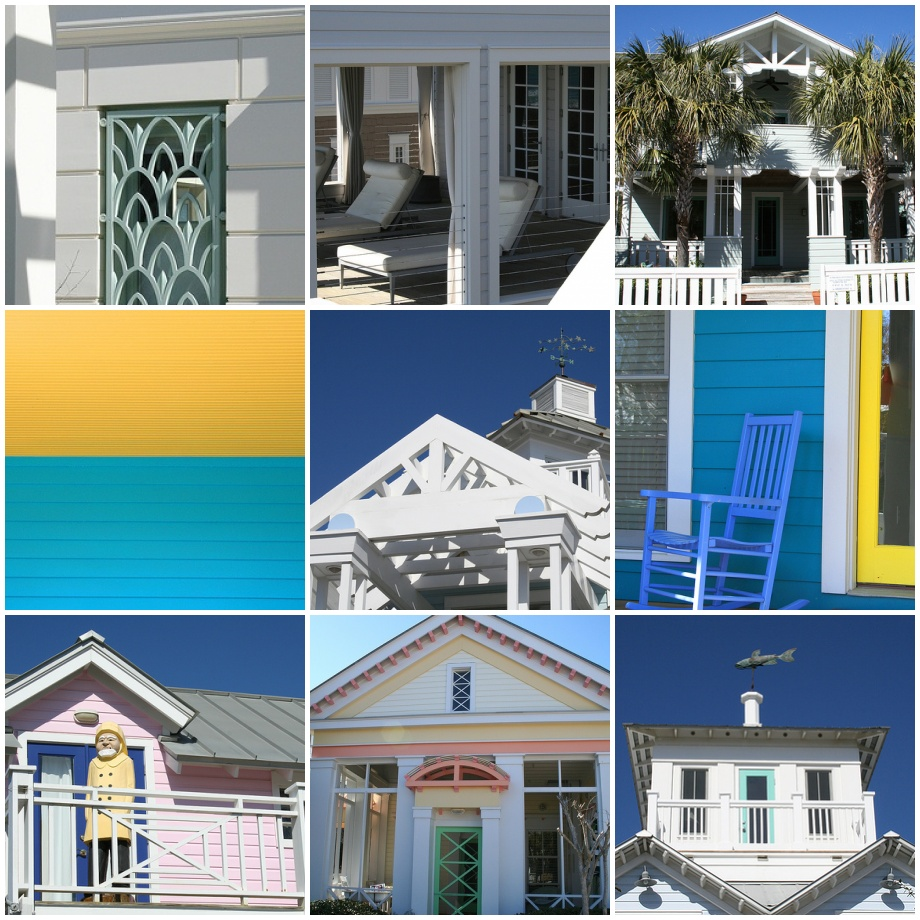
Collage architectural du Seaside néo-urbaniste.

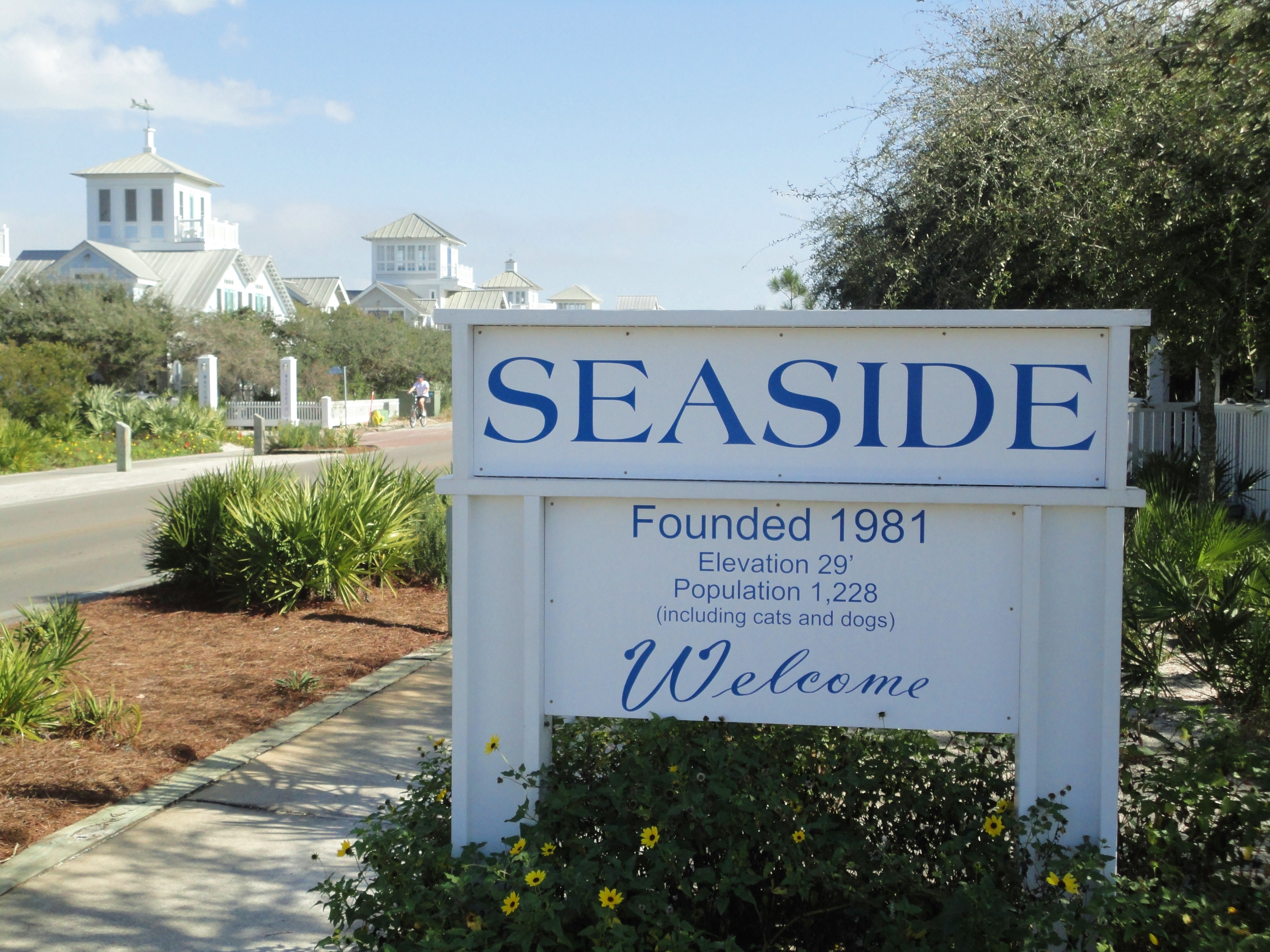
Panneau d'entrée à Seaside.

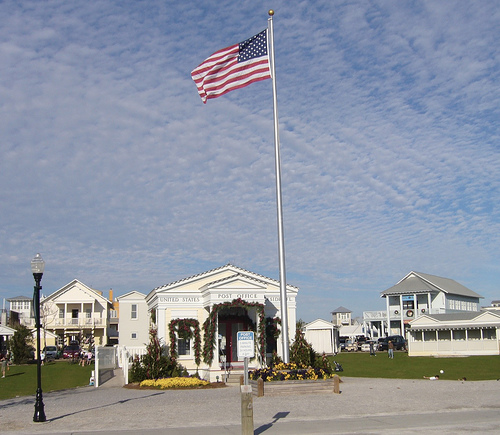
Bureau de poste au centre de Seaside.

Seaside est une communauté planifiée non incorporée de la Panhandle de Floride, dans le comté de Walton, entre Panama City Beach et Destin. L'une des premières communautés d'Amérique conçues sur les principes du nouvel urbanisme, la ville est devenue le sujet de conférences dans les écoles d'architecture et dans les magazines de l'industrie du logement, et est visitée par des professionnels du design de partout aux États-Unis. Le 18 avril 2012, le chapitre de Floride de l'American Institute of Architects a placé la communauté sur sa liste Florida Architecture: 100 Years. 100 Places en tant que Seaside – New Urbanism Township.

## Histoire

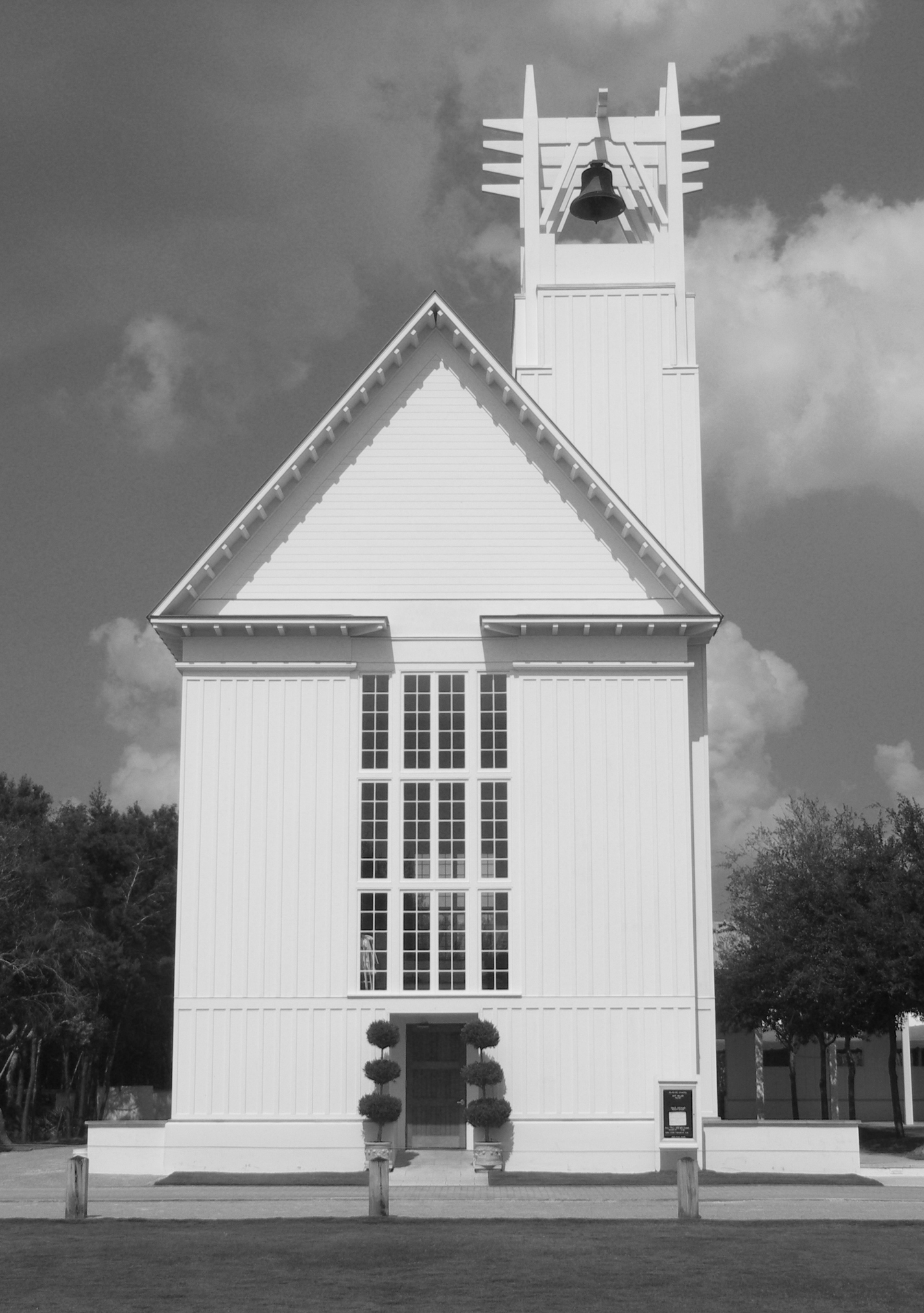
Seaside Chapel, monument communautaire conçu par Merrill, Pastor et Colgan en 2001.

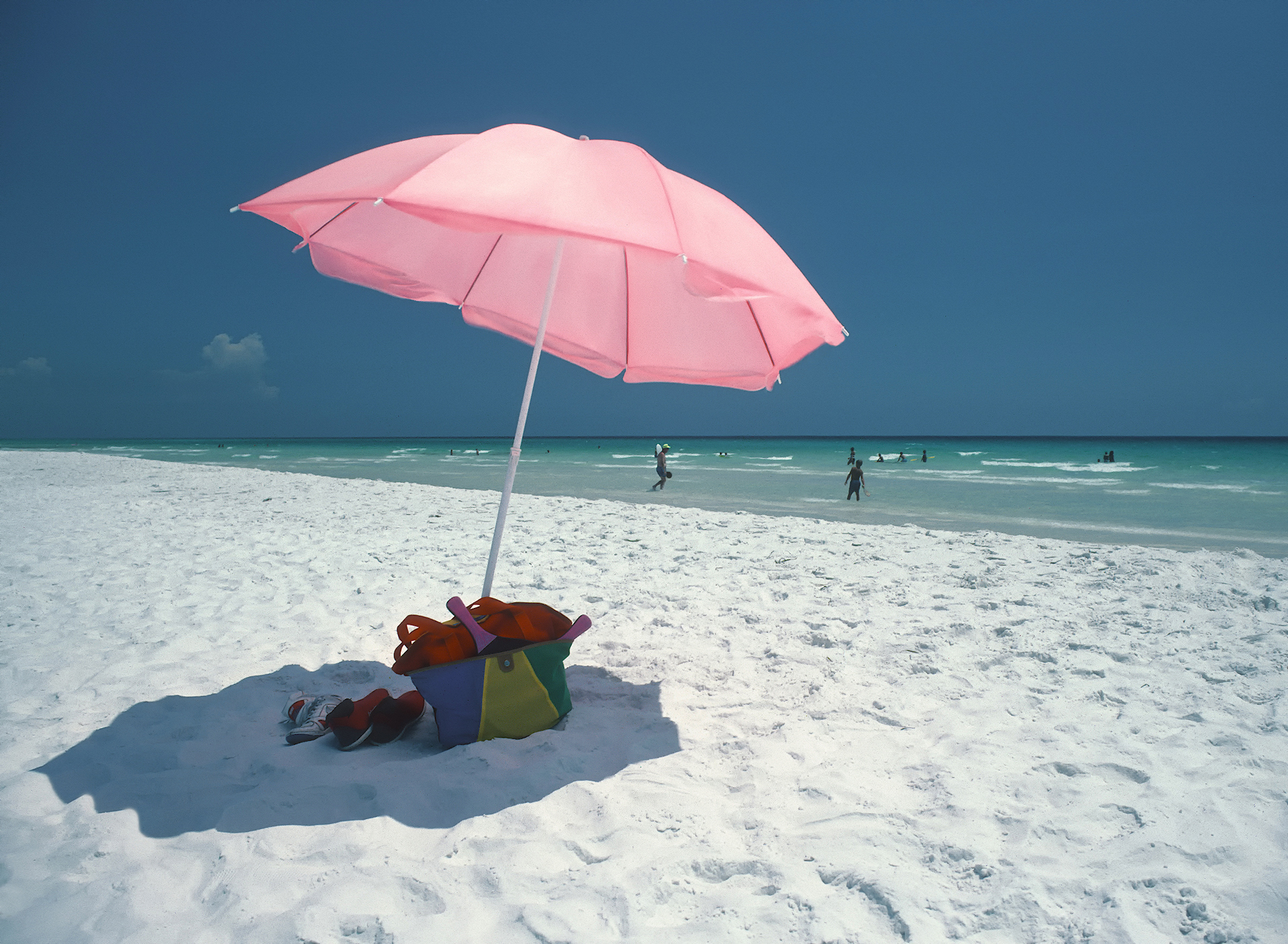
Plage de Seaside.

L'idée derrière Seaside est venue en 1946, lorsque le grand-père du futur fondateur Robert S. Davis a acheté 80 acres (environ 32 hectares) de terrain le long de la côte nord-ouest de la Floride comme résidence d'été pour sa famille. En 1978, Davis a hérité de la parcelle de son grand-père et avait pour objectif de la transformer en une ville balnéaire à l'ancienne, avec des cottages traditionnels à ossature de bois de la Panhandle de Floride. Davis, sa femme Daryl et les partenaires architecturaux et lauréats du prix Driehaus, Andrés Duany et Elizabeth Plater-Zyberk de Duany Plater-Zyberk & Company, ont parcouru le sud pour étudier les petites villes comme base de planification de Seaside,. Le plan final a été achevé vers 1985. La ville a été utilisée comme lieu de tournage principal du film The Truman Show de 1998.

## Emplacement
Seaside est situé le long de la route de comté 30A, juste à côté du golfe du Mexique. Via la route de comté 30A, Rosemary Beach est à 13 km au sud-est et la Miramar Beach est à 26 km au nord-ouest (via la route de comté 30A à l'US 98).

## Conception
Seaside est l'une des trois communautés planifiées sur la Côte du Golfe de Floride conçues par Andrés Duany et Elizabeth Plater-Zyberk. Les deux autres sont Rosemary Beach et Alys Beach. Les trois sont des exemples d'un style d'urbanisme connu sous le nom de Nouvel Urbanisme. Comme Seaside est une propriété privée, aucun autre gouvernement municipal n'avait de compétence en matière de planification sur Seaside, et les promoteurs ont donc pu rédiger leurs propres codes de zonage. Le centre commercial de Seaside est situé au centre-ville. Les rues sont conçues selon un schéma de rue rayonnant avec des ruelles piétonnes et des espaces ouverts répartis dans toute la ville. Il y a un mélange d'utilisations et de types résidentiels dans toute la communauté.
Les unités d'habitation individuelles à Seaside doivent être différentes des autres bâtiments, avec des conceptions allant de styles tels que victorien, nouveau classique, moderne, postmoderne et déconstructivisme. Seaside comprend des bâtiments d'architectes tels que Léon Krier, Robert A. M. Stern, Steven Holl, Machado and Silvetti Associates, Deborah Berke, Gordon Burns & Associates, Thomas Christ, Walter Chatham, Daniel Solomon, Ronnie Holstead, Jeff Margaretten, Alex Gorlin, Aldo Rossi, Michael McDonough, Samuel Mockbee, David Mohney, Steve Badanes, Walker Candler et David Coleman. Un autre lauréat du prix Driehaus, l'architecte Scott Merrill, a conçu la Seaside Chapel, une chapelle interreligieuse et un point de repère local.
Seaside n'a pas de pelouse privée et seules des plantes indigènes sont utilisées dans les cours avant.

## Événements
Au cours du festival annuel des auteurs-compositeurs 30A, produit par la Cultural Arts Association of Walton County, des auteurs-compositeurs-interprètes de tous les États-Unis se produisent dans des salles le long de la Scenic Highway 30A et dans quelques salles de Seaside même.
Le semi-marathon et le 5 kilomètres de Seaside ont lieu chaque année en mars et attire des coureurs de tous les États-Unis. Il devient rapidement l'un des principaux événements de course à pied de la région. Le 5 kilomètres est limitée aux 800 premières personnes qui s'inscrivent et le semi-marathon est limité aux 2200 premières personnes qui s'inscrivent. Les trois meilleurs coureurs de chaque groupe d'âge reçoivent un prix et chaque coureur du semi-marathon reçoit une médaille à la fin de la course. Les participants sont autorisés à marcher dans les deux courses.
Parmi les autres événements peuvent être cités le festival Seeing Red Wine, un festival de danse, un marché fermier et des événements de vacances tels qu'une production annuelle de Casse-Noisette.

## Organisations et institutions

### Escape to Create
« Escape to Create » (« S'évader pour créer ») vise à célébrer les artistes et à servir la communauté par le biais de résidences d'artistes multidisciplinaires, d'artistes et d'universitaires invités, de programmes artistiques et culturels et de programmes de sensibilisation.

### Marché fermier de Seaside
Le samedi matin, le marché fermier de Seaside propose des produits locaux frais, des produits laitiers, des produits de boulangerie et des plantes indigènes. Des démonstrations de cuisine et de jardinage sont également organisées régulièrement.

### Théâtre de répertoire
Le Repertory Theatre (Théâtre de répertoire, REP) a été fondé au printemps 2001 et accueille plus de 25 000 personnes chaque année. Les pièces sont interprétées par la seule compagnie de théâtre professionnelle de l'Emerald Coast et comprennent tout, des spectacles familiaux aux spectacles sophistiqués pour adultes. Les élèves du secondaire qui vivent dans la région peuvent faire un stage au Seaside Repertory Theatre. Le programme vise à enseigner des connaissances pratiques en travaillant avec le personnel et à devenir responsable de sa propre production.

### Seaside Neighborhood School
En 1995, un groupe de parents et d'autres membres de la communauté provenant de villes du comté de Walton se sont rencontrés et ont discuté de la manière dont ils pourraient améliorer l'éducation dans le comté. Leurs discussions ont porté sur la création d'une école densément peuplée avec des classes de la 5e à la 8e année. En 1996, l'école de quartier de Seaside (Seaside Neighborhood School) a été créée. Ce fut la première école à charte de Floride. L'école comptait initialement 50 élèves et une salle de classe. En 1998, l'architecte Richard Gibbs a conçu trois bâtiments blancs qui sont devenus le site de l'école. Afin de maintenir le petit nombre d'enfants qui fréquentent l'école, un nombre limité d'élèves est accepté dans chaque classe. Si l'inscription dépasse la limite, les noms des étudiants sont tirés au sort. Une fois la limite atteinte, ils continuent de retirer des noms, ce qui crée alors une liste d'attente pour l'année scolaire. Si quelqu'un se retire de l'école, le premier sur la liste d'attente sera accepté. Les enfants des employés, des membres du conseil d'administration ou les frères et sœurs des élèves actuels de l'école sont automatiquement admis. En 2013, Seaside Neighborhood School a fondé un lycée collégial (collegiate high school), appelé Seacoast Collegiate High School. Au cours de sa première année, il a servi 80 élèves de 9e et 10e année. La 11e année a été ajoutée en 2014 et la 12e année a été ajoutée à l'automne 2015. En août 2014, Seaside Neighbourhood School a également introduit une classe de cinquième année.

## Résidents notables
- Don Gaetz, sénateur de l'État de Floride[25]

- Matt Gaetz, membre du Congrès pour la Floride[25]